# Loreta Gulotta
Loreta Gulotta (ur. 8 maja 1987 w Salemi) – włoska szablistka, złota medalistka mistrzostw świata.
W 2006 roku zdobyła brąz drużynowo na mistrzostwach świata juniorów w Taebaek.
Podczas mistrzostw świata w Lipsku w 2017 roku Włoszki w składzie: Martina Criscio, Rossella Gregorio, Loreta Gulotta i Irene Vecchi zdobyły drużynowo złoty medal. W rywalizacji drużynowej była też między innymi czwarta na mistrzostwach świata w Wuxi (2018) i piąta na mistrzostwach świata w Moskwie (2015).
Wystartowała na igrzyskach olimpijskich w Rio de Janeiro w 2016 roku, gdzie była czwarta drużynowo, a indywidualnie zajęła ósme miejsce. 
Na mistrzostwach Europy w Tbilisi (2017) zdobyła złoto drużynowo